# Едит Щайн
Едит Щайн (на немски: Edith Stein) е германска католическа монахиня, философка и богословка, етническа еврейка.

## Биография
Родена е в еврейско семейство в Бреслау на 12 октомври 1891 година. Учи философия в Бреслауския, Гьотингенския и Фрайбургския университет, където се дипломира при Едмунд Хусерл, на когото след това е асистентка.
През 1922 година приема католицизма, а през 1934 година става монахиня в Кармелитския орден. Заради антисемитската политика на германското правителство през 1938 година е преместена в манастир в нидерландския град Ехт, но след окупацията на Нидерландия от германците е арестувана и изпратена в концентрационен лагер.
Едит Щайн е убита в газова камера на 9 август 1942 година в лагера „Аушвиц-Биркенау“.
Папа Йоан Павел II я беатифицира на 1 май 1987 г., а на 11 октомври 1998 г. я канонизира като светица на католическата църква сред светците покровители на Европа, наред с Кирил и Методий, Катерина Сиенска, Бригита Шведска и Бенедикт Нурсийски. Паметта ѝ се отбелязва на 9 август.

## Избрана библиография
- Das Einfühlungsproblem in seiner historischen Entwicklung und in phänomenologischer Betrachtung. 1917. (Dissertation Freiburg, Philosophische, 1917, 132 Seiten, 105 Seiten).
- Zum Problem der Einfühlung. Halle (Saale), 1917. (Teile II und IV aus o. g. Diss.) Neuausgabe in Edith-Stein-Gesamtausgabe. Band 5, Herder, Freiburg 2008, ISBN 978-3-451-27375-9.
- Potenz und Akt. Studien zu einer Philosophie des Seins. (1931), posthum erschienen 1988; NA in Edith-Stein-Gesamtausgabe, Band 10, Freiburg, 2006, ISBN 3-451-27380-2.
- Endliches und ewiges Sein (1937), postum erschienen Freiburg: Herder, 1950; NA (inkl. Anhängen) in Edith-Stein-Gesamtausgabe, Band 11/12, Freiburg 2006, ISBN 3-451-27381-0.
- Kreuzeswissenschaft. Studie über Joannes a Cruce. (1942). Nauwelaerts, Louvain, 1950. NA in Edith-Stein-Gesamtausgabe, Band 18, Freiburg, 2. Auflage. 2004, ISBN 3-451-27388-8.
- Aus dem Leben einer jüdischen Familie und weitere autobiographische Beiträge. Nauwelaerts, Louvain, 1965. Neu bearbeitet und eingeleitet von Maria Amata Neyer (= Edith-Stein-Gesamtausgabe. Band 1). Freiburg, 2002, ISBN 3-451-27371-3.